# 阿帕里西奥·门德斯

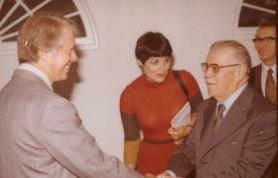
吉米·卡特和阿帕里西奥·门德斯.

阿帕里西奥·门德斯·曼弗雷迪尼（Aparicio Méndez Manfredini，1904年8月24日—1988年6月24日），乌拉圭律师、法学家、政治家，1976年至1981年间担任乌拉圭总统。
门德斯出生北部城市里韦拉，是乌拉圭白党成员。1930—1955年任位于蒙得维的亚的共和国大学行政法教授。1961年—1964年任公共卫生部部长，1973年后任国务委员会委员。后被推翻胡安·玛丽亚·博达维里总统的军事委员会任命为总统。1976年9月1日就职后颁布法令，剥夺所有参加1966年和1971年大选的政治家的政治权利15年，受到这一措施影响的达数千人。门德斯的政府被广泛指责的是它非法拘禁和拷打政治犯以镇压反抗。尽管他表示恢复经济优先于政治自由，但1977年宣布在1981年举行大选。由于所宣布的大选临近，政府于1980年11月30日对新宪法进行公民投票，这部宪法在“有限民主”的范围内规定了武装力量的作用。选民们否决了这部宪法。